# شورش باچو (آوریل ۲۰۱۳)

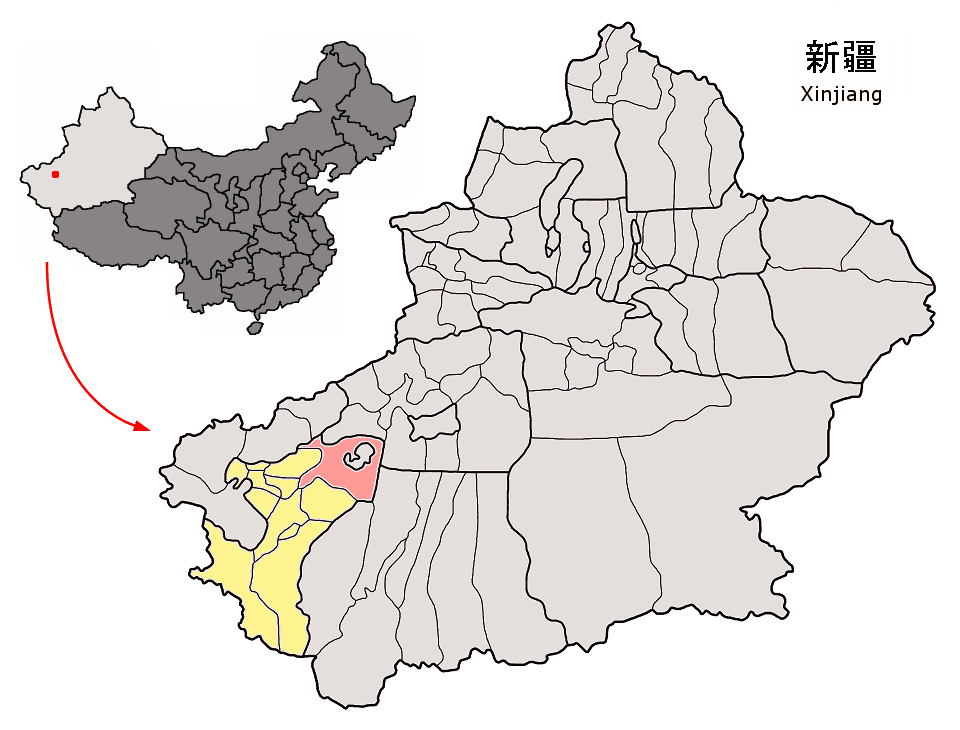
محل شورش باچو طبق نقشه

شورش باچو در ۲۴ آوریل ۲۰۱۳ درگیری بین افراد پلیس و فعالان اجتماعی در باچو در ایالت سین‌کیانگ چین اتفاق افتاد و ۲۱ نفر در حین این درگیرها کشته شدند.
این درگیری‌ها بین قوم اویغورها که عمدتاً مسلمانان ترکمن هستند و برای دریافت حقوق خود سال‌ها مبارزه می‌کنند و پلیس اتفاق افتاد.